# 海康县
海康县，中国古旧县名。
隋朝开皇九年（589年）置，治所在今广东省雷州市，为合州治。大业初年，属合浦郡。唐朝、宋朝时为雷州治。元朝时，为雷州路治。明朝、清朝时为雷州府治。1911年裁府留县。1959年撤销，以南渡河为界，北部并入雷北县，南部并入雷南县。1960年雷北县改名雷州县，雷南县改名徐闻县。1961年撤销雷州县，复置海康县。1994年改设雷州市。 